# Фриулски език
Фриулският език е романски език, говорен в североизточните провинции на Италия. Спада към ретороманския клон на романските езици. Отличава се най-вече по влиянието на съседните му немски и словенски език.

## История
Фриулският език произлиза от простонародния латински език. Римляните основават първата си колония във Фриули през 181 г. пр. Хр. (Аквилея). Преди тях там са живеели келтски племена, чието влияние върху езика като субстрат обаче е спорно и трудно доказуемо. Надписите в Аквилея не се различават фонетически и морфосинтактически от надписите в другите римски провинции. Поради тази причина учените смятат, че фриулският език възниква при преселенията на латиноговорещо население от източните провинции (Панония, Дакия) по време на Великото преселение на народите.
Интересно гледище за границата между венецианския и фриулския език изразяват някои учени, според които границата между двата езика е минавала по река Ливенца. Това твърдение подкрепя тезата, че тези два езика са се обособили доста отдавна, макар че някои автори смятат, че венецианскит език от 14 век е доста близък до фриулския, който е по-консервативен.
Във всички случаи фриулският език започва да се развива самостоятелно около 1000 г., като първите писмени паметници датират от 13 век. Данте Алигиери в своята „De vulgari eloquentia“ цитира един израз от говора на Аквилея: Ces fastu?.

## Фонетични особености
Ето някои по-важни особености на фриулския език:
- Гласните звукове се различават по дължина: кратки brut (грозен) и дълги brût (бульон), а в някои говори дългите гласни преминават в двугласни: ê > ei, û > ou)
- Има две непълно палатализирани съгласни: cj, gj (например cjan куче, gjat котка); които звучат като /гь/, /кь/, но в някои говори те са се палатализирани напълно и звучат като /ж/, /ч/.
- Липсват удвоени съгласни (по изключение s се употребява успоредно с ss, за да се означат звуковете /з/ и /с/.

## Граматични особености
- Множественото число се образува с помощта на окончание -s: fradi (брат), fradis (братя); man (ръка), mans (ръце); nâf (кораб), nâfs (кораби).
- Удвояване на личните местоимения за подчертаване на смисъла: o soi furlan (фриулиец съм), jo o soi furlan (АЗ съм фриулиец); или tu ses trist (лош си), tu tu ses trist! (ТИ си лош).